# Corinne Dufour
Corinne Dufour é uma personagem do filme 007 contra o Foguete da Morte, décimo-primeiro da franquia cinematográfica do espiãobritânico James Bond, criado por Ian Fleming.

## Características
Personagem existente apenas no cinema, Dufour é uma morena bonita e atraente, assistente e piloto pessoal do magnata megalomaníaco Hugo Drax, vivendo na propriedade do milionário.

## Filme
Ela aparece no filme primeiramente quando Bond chega ao aeroporto de Los Angeles para investigar Drax, disfarçado de investidor, e é levado num helicóptero pilotado por ela até a propriedade do vilão, fornecendo informações ao espião sobre as Indústrias Drax durante a viagem.  Depois da conversa entre os dois homens, ela o leva até a presença da cientista Holly Goodhead.
Hóspede de Drax por uma noite, Bond faz uma visita de surpresa ao quarto de Dufour para conseguir informações sobre o magnata e eles acabam fazendo amor. Inadvertidamente, depois de seguir o espião até o escritório de Drax, ela revela onde fica o cofre do milionário, que Bond abre e começa a fotografar documentos secretos encontrados no interior. Quando deixam o escritório, eles são vistos por Chang, o capanga oriental de Drax.
Informado da traição de Corinne, Drax a chama no dia seguinte e comunica sua demissão. Quando ela se retira da propriedade porém, para não deixar vestígios, o assassino ordena a seus ferozes cães dobermann que a persigam pela floresta da propriedade, onde a alcançam e a matam a mordidas. 